# Synagrops bellus
Synagrops bellus är en fiskart som först beskrevs av Goode och Bean, 1896.  Synagrops bellus ingår i släktet Synagrops och familjen Acropomatidae. Inga underarter finns listade i Catalogue of Life.